# Dryopteris uliginosa
Dryopteris uliginosa är en träjonväxtart som först beskrevs av Addison Brown, Döll, och fick sitt nu gällande namn av O. Kze. och Druce. Dryopteris uliginosa ingår i släktet Dryopteris och familjen Dryopteridaceae. Inga underarter finns listade.